# Megaselia manselli
Megaselia manselli är en tvåvingeart som beskrevs av Ronald Henry Lambert Disney 1997. Megaselia manselli ingår i släktet Megaselia och familjen puckelflugor.
Artens utbredningsområde är Kongo. Inga underarter finns listade i Catalogue of Life.